# Auffargis
 Auffargis  es una población y comuna francesa, en la región de Isla de Francia, departamento de Yvelines, en el distrito de Rambouillet y cantón de Rambouillet.

## Demografía
| 622 | 750 | 1544 | 1729 | 1925 | 1859 |
| Para los censos de 1962 a 1999 la población legal corresponde a la población sin duplicidades (Fuente: INSEE [Consultar]) |     |      |      |      |      |